# Fantasia (gênero)
Fantasia é um gênero da ficção em que geralmente se utilizam fenômenos sobrenaturais, mágicos e outros como elementos primários do enredo, tema ou configuração. Muitas obras dentro do gênero ocorrem em mundos imaginários, onde há criaturas mágicas e itens mágicos. Geralmente, a fantasia distingue-se dos gêneros ficção científica e horror pela expectativa de que ele dirige claramente de temas científicos e macabros, respetivamente, embora haja uma grande sobreposição entre os três, todos os quais são subgêneros da ficção especulativa. Muitas vezes sendo acompanhada pelo romance.
Uma vantagem do gênero fantástico é que o mesmo não se prende apenas à literatura, mas também ao cinema e música (Blind Guardian, por exemplo, possui um álbum inspirado em O Silmarillion). Também pode-se misturar fantasia com realidade, um exemplo claro que se vê em Harry Potter, que se passa em Londres, mesmo tendo todo um universo mágico por trás.
Como noutras formas de ficção, os acontecimentos e ações na literatura fantástica muitas vezes diferem daqueles possíveis na realidade, embora não seja regra. Em muitos casos, especialmente em trabalhos mais antigos, mas também em muitos modernos, isto é explicado por uma intervenção divina, mágica, ou de outras forças sobrenaturais. Noutros casos, como na chamada high fantasy, a história pode acontecer num mundo completamente fantástico, diferente do nosso, onde nele existe a magia, e as leis do mundo real nem sempre regem o mundo imaginário.

## Definição

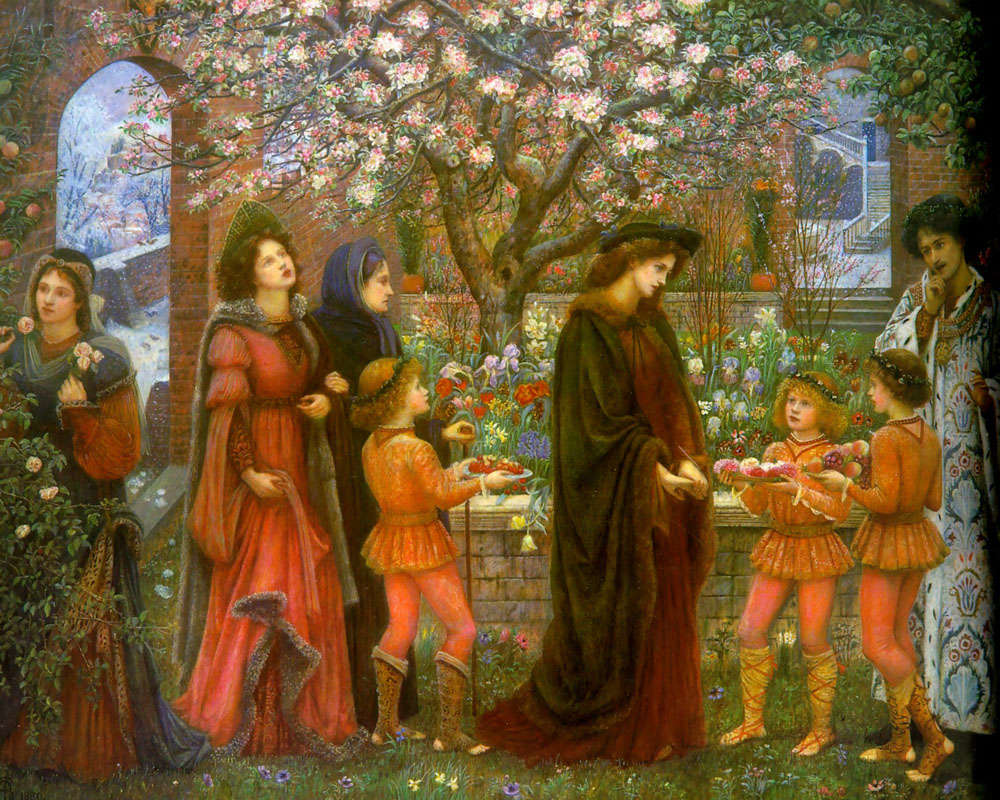
The Enchanted Garden of Messer Ansaldo, de Marie Spartali Stillman.

Como a fantasia não se limita a um só mundo e ao material, como em outros gêneros, há muito que pode ser trabalhado. As características que definem a ficção fantástica é tema de debate entre escritores e leitores, uma vez que é um assunto extremamente amplo. Mas, em opinião geral, uma característica delineadora é a independência da ciência ou tecnologia tais como conhecemos. Muitos mundos têm sua própria ciência, suas próprias tecnologias, ou não as possuem, ou não se prendem tanto aos conceitos reais. A magia é um exemplo disso. A ciência diz que a magia não existe, entretanto, na fantasia podemos vê-la se manifestar livremente. Como dito acima, as histórias podem conter apenas criaturas humanas e seres do mundo real, quanto podem reunir criaturas como dragões, centauros e elfos. Não é regra, então são vistos como elementos. São comuns: jovens guerreiros, magos, profecias, maldições demoníacas, lendas de dragões.
Como gênero, a fantasia está tanto associada quanto distinguida da ficção científica e do terror. Todos os três gêneros podem conter elementos de fantasia, assim como se distanciar radicalmente da realidade, ou especular radicalmente sobre a natureza da realidade. Se a ficção científica é considerada o gênero do que podia ser/poderá ser, a fantasia é o gênero do que não é/não foi. Alguns escritores e críticos preferem, por isso, o termo ficção especulativa, devido às frequentes sobreposições entre gêneros. O termo fantasia científica é também por vezes utilizado para descrever histórias de ficção científica que incorporam elementos de fantasia, ou histórias de fantasia que ocorrem em cenários mais comumente associados com ficção científica.
Para complicar ainda mais a distinção, alguns sugerem que há uma distinção entre o gênero fantástico e outros gêneros fantásticos mais gerais, os quais usam elementos fantásticos em outros gêneros de ficção. Essa confusão só existe por causa da versatilidade do gênero, que pode ter elementos aplicados em todos os outros.

## História
Apesar de o gênero, no seu sentido moderno, ter menos de dois séculos, os seus antecedentes têm uma história longa. Começam talvez com os documentos mais antigos conhecidos pela humanidade. Mitos e outros elementos que surgiriam para definir a fantasia e os seus subgêneros foram parte de alguns dos mais grandiosos e celebrados trabalhos de literatura. Desde a Odisseia, as Lendas Arturianas, dos romances medievais à poesia épica da Divina Comédia, das aventuras fantásticas de bravos heróis e heroínas, monstros e reinos secretos, inspiraram muitas audiências. Neste sentido, a história da fantasia e a história da literatura estão intimamente interligadas.
A história do mundo moderno da fantasia começa com William Morris, membro da irmandade pré-rafaelita, que, nos fins do século XIX, se tornou o pioneiro do género com a obra "The Well at the World’s End" (o Poço no Fim do Mundo) e outras obras, e Edward Plunkett, Lord Dunsany, que continuou a tradição até ao século XX.
A fantasia foi um gênero comum de revistas pulp publicados no Ocidente. Em 1923, foi criada a primeira revista totalmente dedicada a fantasia, a Weird Tales. Muitas outras revistas semelhantes surgiram, mais notadamente The Magazine of Fantasy & Science Fiction. O formato de revista pulp estava no auge de sua popularidade neste momento e foi instrumental em trazer a fantasia para um público amplo, tanto nos Estados Unidos, quanto no Reino Unido. Essas revistas também foram determinantes para o surgimento da ficção científica, e foi nessa época que os dois gêneros começaram a ser associado um com o outro.
Em 1950, o género "espada e feitiçaria" ficção tinham começado a encontrar um grande público, com o sucesso de Conan, o Bárbaro de Robert E. Howard e Fafhrd and the Gray Mouser de Fritz Leiber.
Um outro subgénero da fantasia tornou-se muito popular: a chamada High Fantasy, ou Alta Fantasia. Dentro dele, O Hobbit e O Senhor dos Anéis, lançados originalmente entre 1937 e 1955, do escritor e filólogo britânico J. R. R. Tolkien são marcos, considerados os "pontapés iniciais" do gênero, que o difundiu e o catapultou para se torná-lo um fenômeno de público e mídia ao longos das décadas seguintes; outros trabalhos importantes são As Crônicas de Nárnia do também britânico C. S. Lewis (composta de sete volumes, publicados entre 1950 e 1956), e a série Earthsea da escritora americana Ursula K. Le Guin (tendo sido o primeiro dos seis volumes da série, intitulado A Wizard of Earthsea, publicado em 1968, que deu continuidade ao trabalho de escritores anteriores, Tolkien e Lewis principalmente, no gênero). Em suma, a literatura fantástica viu a sua popularidade renovada no fim do século XX, muitas vezes influenciada por estes trabalhos e, tal como eles, influenciada por mitos e romances épicos e medievais.
No brasil, a fantasia sempre esteve presente na literatura, como explicitado no livro Fantástico Brasileiro: O Insólito Literário do Romantismo ao Fantasismo, de Bruno Anselmi Matangrano e Enéias Tavares. A partir do século XXI, a fantasia ganhou ainda mais popularidade através de livros como Os Sete, de André Vianco, A Batalha do Apocalipse, de Eduardo Spohr, e A Era do Abismo, de Bernardo Stamato. 
A popularidade do género fantástico continuou a aumentar no século seguinte, como é demonstrado pelo best seller Harry Potter, de J.K. Rowling, um dos maiores fenômenos literários da história, que foi um recorde bombástico de vendas e foi igualmente bem-sucedido no cinema, com 8 grandiosos filmes aclamados por público e crítica e sucessos estrondosos de bilheteria. Nos cinemas, a adaptação da grande trilogia de Tolkien, O Senhor dos Anéis, é considerado um clássico da historia cinematográfica faturando mais de uma dezena de Oscar em toda a trilogia.

## Mídia

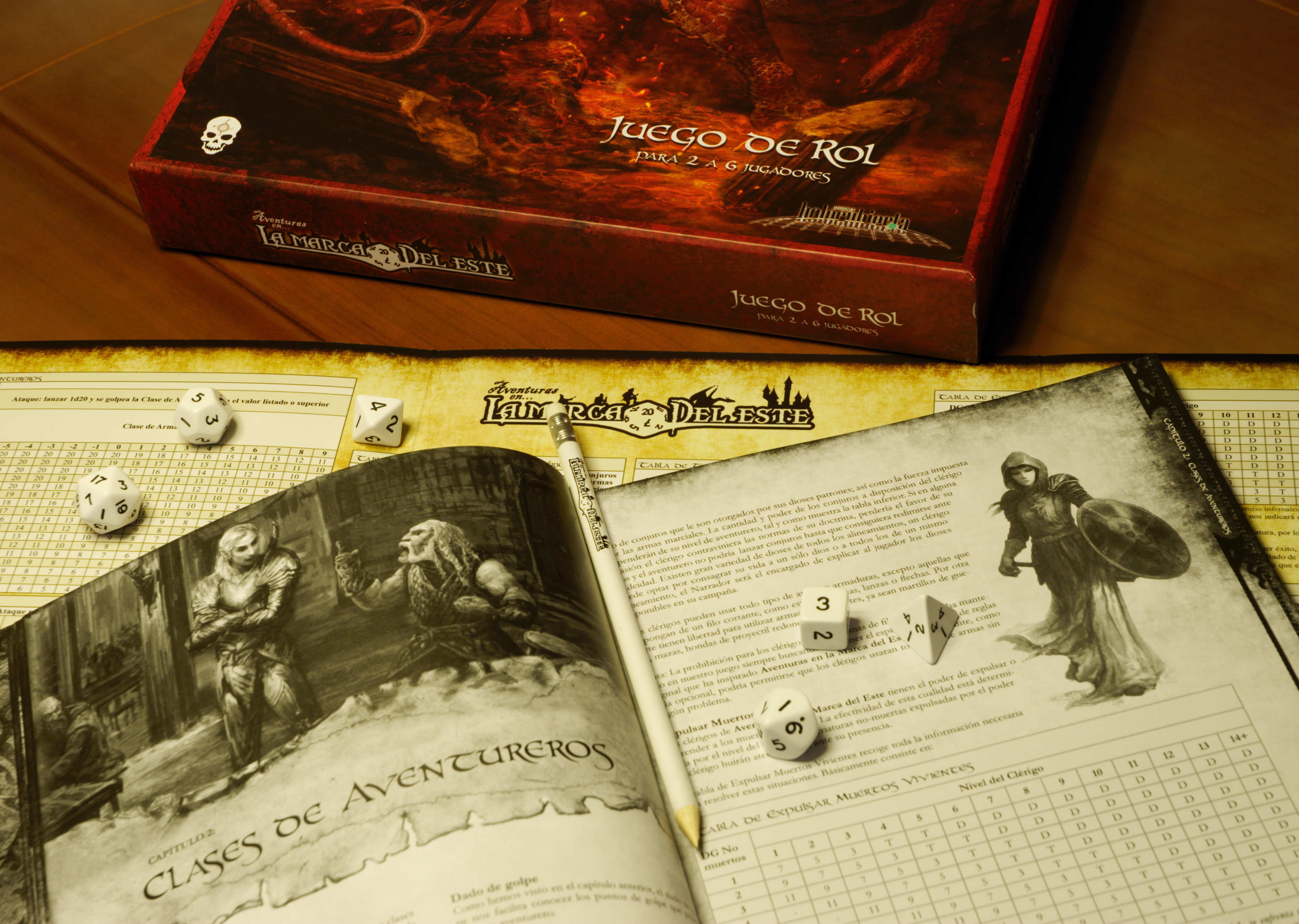
Exemplo de RPG de fantasia medieval

A fantasia é um gênero muito popular, encontrando lugar em quase todas as mídias. Enquanto que a arte fantástica e os filmes de fantasia foram altamente sucedidos, é na literatura e nos jogos eletrônicos que o gênero se expandiu mais e se diversificou.
Os jogos de fantasia cruzam medias diferentes. O RPG de mesa, mais precisamente o famoso Dungeons & Dragons, foi o principal percursor da fantasia fora da literatura, mas que a usava de certo modo. No mundo dos games eletrônicos, ficou em evidência o japonês Final Fantasy, nome de peso, se tornando um ícone dos RPG eletrônicos. Devido a estes, muita nova arte, literatura, e mesmo música surgiu. As companhias de jogos publicavam romances fantásticos com base no universo dos seus jogos. Do mesmo modo, filmes baseados em livros de fantasia e séries de TV com essas temáticas também se tornaram populares.
A fantasia moderna, incluindo a mais recente, também criou muitos subgêneros sem ligação clara com o folclore ou mitologia, embora a inspiração nestes temas continue. Há mais liberdade para se desenvolver algo nesse gênero. Autores gostam de fantasia principalmente por poderem usar sua imaginação ao extremo para causar as mais diversas emoções em seus leitores.

## Subgêneros da Fantasia
Dentro da fantasia, pode-se haver vários subgêneros, que geralmente são a mistura de outros gêneros com fantasia. São elas:
- Fantasia sombria (fantasia que envolve elementos do terror);
- Alta fantasia (fantasia que ocorre em mundos alternativos);
- Baixa fantasia (Fantasia que ocorre no mundo real);
- Fantasia romântica (fantasia com temas românticos, geralmente amor ou drama);
- Fantasia científica (fantasia com ficção científica);
- Fantasia cômica (fantasia com comédia).